# Saint-Pantaléon, Vaucluse
Saint-Pantaléon är en kommun i departementet Vaucluse i regionen Provence-Alpes-Côte d'Azur i sydöstra Frankrike. Kommunen ligger i kantonen Gordes som tillhör arrondissementet Apt. År 2022 hade Saint-Pantaléon 207 invånare.

## Befolkningsutveckling
Antalet invånare i kommunen Saint-Pantaléon
| Referens: INSEE |